# Benjamin Kilchör
Benjamin Kilchör (* 1984 in Wetzikon, Kanton Zürich) ist ein Schweizer evangelischer Theologe, reformierter Pfarrer und Professor für Altes Testament.

## Leben
Benjamin Kilchör absolvierte von 2003 bis 2005 ein Grundstudium der Germanistik und Alten Geschichte an der Universität Zürich und von 2005 bis 2010 ein Theologiestudium an der Staatsunabhängigen Theologischen Hochschule Basel, der Universität Basel und der Evangelischen Theologischen Fakultät Löwen. Nach der Promotion 2014 zum Dr. theol. an der Evangelischen Theologischen Fakultät Löwen wurde er 2015 als Verbi divini minister der Reformierten Kirche des Kantons Zürich ordiniert. Seit 2020 ist er ordentlicher Professor für Altes Testament an der STH Basel.
Seine Forschungsschwerpunkte sind der Pentateuch, Ezechiel, biblisches und altorientalisches Recht, Umwelt des Alten Testaments und das Verhältnis von Altem zu Neuem Testament.
Seit 2022 betreibt Kilchör den YouTube-Kanal „Lectio Continua“, um sein Wissen für ein breiteres Publikum außerhalb der Universität weiterzugeben. Er will das Alte Testament verständlich erklären, ohne schwierige Inhalte auszulassen oder zu verwässern.

## Auszeichnungen
- 2021: Johann-Tobias-Beck-Preis

## Schriften (Auswahl)
- Mosetora und Jahwetora. Das Verhältnis von Deuteronomium 12-26 zu Exodus, Levitikus und Numeri. Wiesbaden 2015, ISBN 978-3-447-10409-8.
- Wiederhergestellter Gottesdienst. Eine Deutung der zweiten Tempelvision Ezechiels (Ez 40-48) am Beispiel der Aufgaben der Priester und Leviten. Wien 2020, ISBN 3-451-37795-0.
- „Mein Geist soll unter euch bleiben“. Eine biblisch-theologische Grundlegung der Lehre vom Heiligen Geist. Windsbach 2020, ISBN 3-945818-23-0.
- Das Alte Testament vom Glaubensbekenntnis her verstehen. Brunnen-Verlag, Gießen 2023, ISBN 978-3-7655-2151-5.

als Mitautor
- mit Harald Seubert und Andreas Späth (Hrsg.): Und es geschah eine Stimme aus der Wolke …. Das Christuszeugnis des Alten Testaments. Windsbach 2019, ISBN 3-945818-17-6.
- mit Stefan Schweyer: Die Herrlichkeit des Herrn. Altes Testament und Liturgiewissenschaft im Gespräch. Studien zu Theologie und Bibel 22, LIT, Zürich, 2020 (Publikation der Antrittsvorlesungen), ISBN 978-3-643-80315-3.